# Ligula intestinalis
Ligula intestinalis es una especie de cestodo difilobótrido con ciclo acuático en aguas dulces. El parásito presenta un extremo anterior redondeado, un escólex triangular, y un estróbilo que no tiene una segmentación bien definida. 
Característicamente, L. intestinalis tiene un surco medio en cada una de las superficies ventral y dorsal que permite diferenciarlos de las especies del género Schistocephalus.
Los ligulidos debido a su gran tamaño, desplazarán las vísceras del pez, que actúan como hospedador intermediario, causándoles muchos trastornos funcionales. El hígado de peces parasitados presenta un color rosa pálido, así como numerosos puntos más pigmentados y regiones necróticas.
La infección por Ligula intestinalis causa una supresión del desarrollo de las células germinales tanto en machos como en hembras. En este caso no se trata de una castración parasitaria clásica, puesto que las gónadas, como tales, no son destruidas. La presencia de una sola larva plerocercoide en la cavidad del pez, es suficiente para reducir el número de células productoras de gonadotrofina, a límites en los que no hay diferenciación sexual en los ovarios y testículos. El impacto de este cestodo sobre las poblaciones de peces es muy importante, como puede apreciarse en el ejemplo del lago de Slapton Ley en Devon, (Inglaterra) que se expone más adelante.

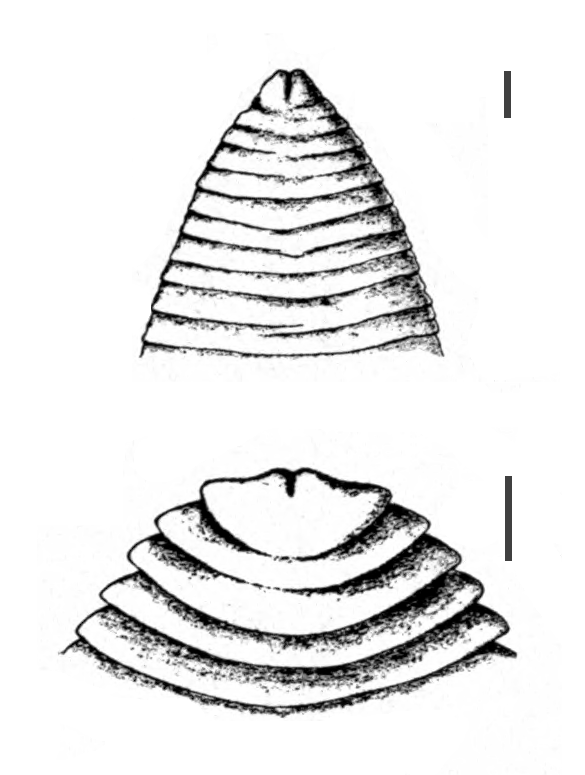
Parte anterior (cabeza) del parásito L. intestinalis (Ilustración realizada por Reuben Arthur Cooper, publicada en 1918)

## Ciclo de vida
El ciclo de Ligula intestinalis requiere tres hospedadores: un copépodo como primer hospedador intermediario, un ciprínido como segundo hospedador intermediario, y un ave ictiófaga como hospedador definitivo.
Los huevos (40-70 µm) salen al agua con las heces del ave, precisando un período de embrionación. De días a semanas dependiendo de la temperatura. La primera fase larvaria, coracidio (50-55 µm), es una oncosfera  (30µm) rodeada por una cubierta ciliada.
Debe ser ingerida antes de veinticuatro horas por el primer hospedador intermediario que es un copépodo. (Cyclops strenuus, Diaptomus gracilis, Acanthocyclops bicuspidatus). En el intestino del copépodo la oncosfera atraviesa la pared intestinal y en el hemocele se transforma (2-3 semanas), en una larva compacta y alargada de unas 500 µm de longitud que se denomina procercoide.
Cuando el copépodo es ingerido por un ciprínido (familias Cyprinidae y Cobatidae), el procercoide atraviesa la pared, intestinal, pasa a la cavidad del cuerpo y, penetra en la musculatura o en las vísceras donde evoluciona a la larva plerocercoide (espargano). Esta larva es de color blanco, aplanada dorsoventralmente, acintada, y tiene botrios retraídos en su extremo anterior. Su longitud es variable de 30 a 130 mm, y anchura de 5 a 10 mm.
Cuando el hospedador definitivo, el ave ictiófaga (sobre todo las gaviotas), ingiera al segundo hospedador intermediario con la larva plerocercoide, esta se fija a la pared intestinal gracias a los botrios, y se transforma en algunas semanas en adultos sexualmente maduros.
En parasitaciones elevadas los plerocercoides dificultan los movimientos del pez parasitado que queda en superficie siendo fácil su captura por las aves.

## Prevención y control
La prevención se podría llevar a cabo cortando el ciclo con la eliminación de los copépodos (Cyclops, Diaptomus, Acanthocyclops), lo que es inviable en ecosistemas naturales, como también lo es evitar el acceso de aves piscívoras.

## Ejemplo de impacto
Uno de los impactos más conocidos sobre las poblaciones naturales de peces ocurrió en el lago de Slapton Ley en Devon, Inglaterra, la comunidad de peces estaba formada por un depredador, el lucio (Esox lucius) y otras tres especies, la pardilla (Rutilus lemminga), la perca (Percichthys trucha) y el escardino (Scardinius erythrophthalmus). A finales de la década de los sesenta, debido a la eutrofización del lago, la pardilla que era la especie menos abundante, comenzó a aumentar.
A principios de los años setenta se produjo el acceso de Ligula intestinalis como parásito de las pardillas locales. Este parásito fue introducido en el lago por el somormujo, un hospedador definitivo atraído por la abundancia de estos peces. Por otro lado, debido a la gran densidad de pardillas, aumentó la competencia intraespecífica, que tuvo como consecuencia un descenso de las poblaciones de las especies competidoras, la perca y el escardino. Como eran pequeñas, las pardillas continuaban alimentándose de plancton durante los dos primeros años de vida, aumentando la tasa de contacto con copépodos infectados con procercoides de Ligula.
El cestodo había infectado al 32% de los alevines de las pardillas tres años después. El parásito esterilizó a estos peces y también produjo cambios en el comportamiento que aumentaron su mortalidad.
De forma que al reducir la abundancia disminuyó la competencia interespecífica, favoreciendo así a las otras poblaciones de peces, pero también la competencia intraespecífica, de modo que las pardillas  adquirieron mayores tallas y abandonaron la dieta planctónica más precozmente, con lo que la prevalencia cayó al 3% en 1984.